# Denggenhof

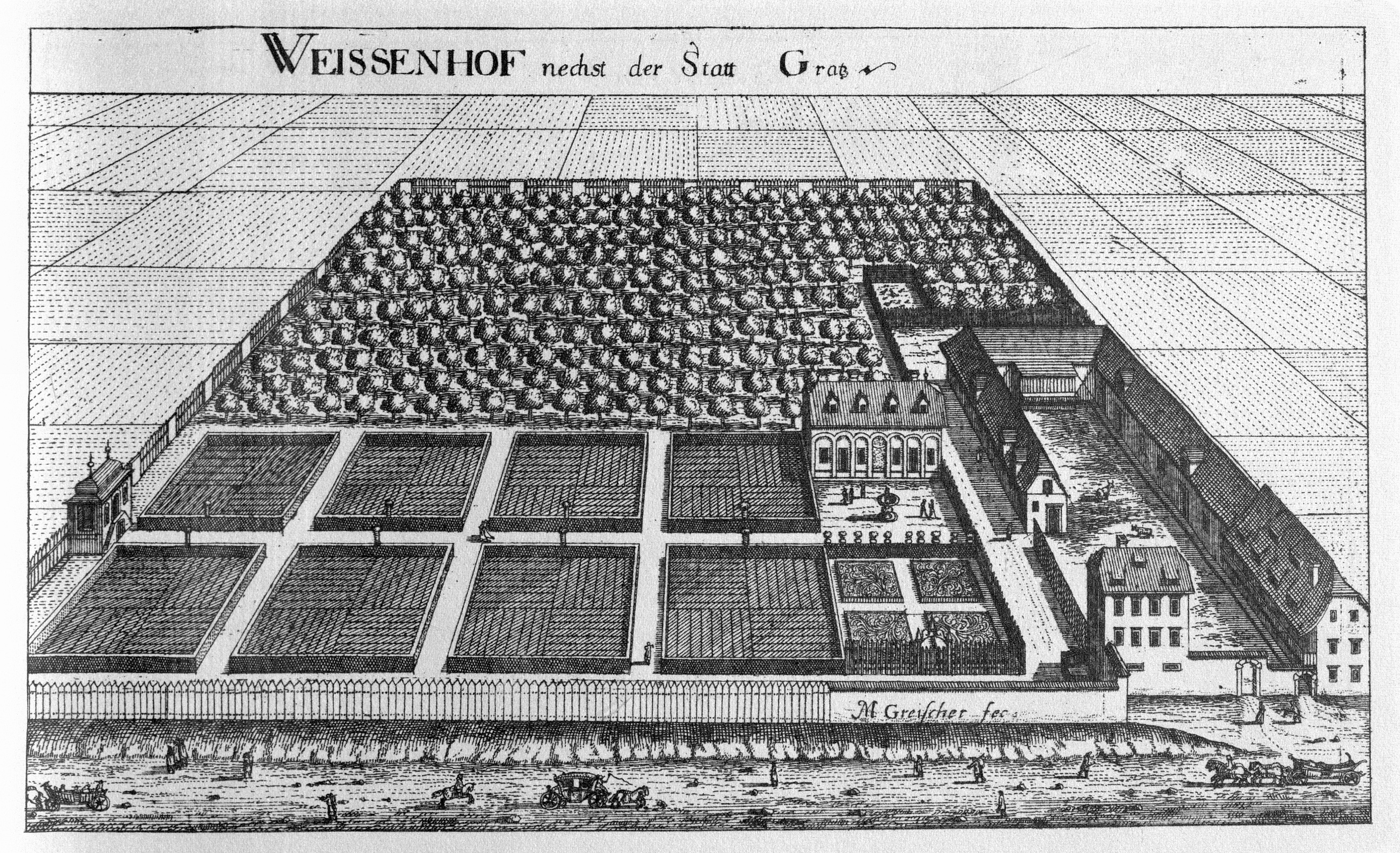
Weissenhof in der Topographia Ducatus Stiria von Vischer

Der Denggenhof, früher auch Weissenhof genannt, war ein Grazer Edelhof, der sich in der Triester Straße befand. Seine Geschichte ging bis auf das 16. Jahrhundert zurück.

## Beschreibung
Um 1627 umfasste das Gut neben dem Edelhof selbst auch einen Meierhof. Aus dem Jahr 1689 ist bekannt, dass das Gut auch einen Turm mit Schlaguhr und Glocken sowie ein Lusthaus im Garten umfasste.

## Geschichte
Der Denggenhof wurde im 16. Jahrhundert von den Landesfürsten errichtet und diente als Meierhof zum Schloss Karlau. Im Jahr 1620 wurde der Hof an die Herren von Moscon verkauft. Anno 1627 wurde der Denggenhof als Edelhof erwähnt und besaß einen eigenen Meierhof. Gegen Ende des 17. Jahrhunderts kam der Hof in den Besitz der Zehentner, von denen er auch den Namen „Weissenhof“ erhielt. 1689 wurde der Hof von Anna Zehentner an Ferdinand Freiherrn von Stadl verkauft. In der Folgezeit hatte das Gut viele wechselnde Besitzer. Im 19. Jahrhundert erhielt es den Namen „Denggenhof“. Der Edelhof ist nicht mehr erhalten. An seinem Standort wurde ein Wohnhochhaus errichtet.